# Dmitry Grigorenko
Dmitri Iourievitch Grigorenko (en russe : Дмитрий Юрьевич Григоренко), né le 14 juillet 1978 à Nijnevartovsk, est un homme politique russe qui occupe le poste de vice-Premier ministre de la Fédération de Russie et de chef d'état-major du gouvernement depuis janvier 2020.

## Biographie

### Jeunesse
Né à Nijnevartovsk, dans l'oblast de Tioumen, il est diplômé de l'Université d'État du Kouban et de l'Institut d'économie de l'Institut d'entrepreneuriat et de gestion internationaux du Kouban, avec une spécialisation en finance.

### Carrière
En mai 2020, il rejoint le conseil de surveillance de VTB en remplacement d'Anton Silouanov dans la deuxième plus grande banque de Russie, poste qu'il assume en septembre 2020.
En février 2022, Dmitry Grigorenko est inscrit sur la liste des sanctions de l'Union européenne pour avoir été « responsable de la fourniture d'un soutien financier et matériel, et profitant des décideurs russes responsables de l'annexion de la Crimée par la Fédération de Russie en 2014 ou de la déstabilisation de l'Ukraine orientale ».
En mai 2022, le Département du Trésor des États-Unis impose des sanctions à Dmitry en vertu du executive order 14024 « pour avoir été ou avoir été un dirigeant, un fonctionnaire, un haut fonctionnaire ou un membre du conseil d'administration du gouvernement russe ».